# 100 років Одеській кіностудії (монета)
«100 ро́ків Оде́ській кіносту́дії» — ювілейна монета номіналом 5 гривень, випущена Національним банком України, присвячена відомій українській кіностудії, за багаторічну історію якої створено велику кількість популярних фільмів. 
Одеська кіностудія художніх фільмів організована у 1919 році на основі кількох приватних виробництв («Мірограф» (1907), «Мізрах» (1914), кінофабрика К. Борисова та кінофабрика Д. Харитонова). 
На кіностудії свою творчу діяльність розпочав Олександр Довженко (фільми «Звенигора», «Арсенал»), працював Лесь Курбас («Шведський сірник»), художник і режисер І. Кавалерідзе («Злива»), відбулося творче становлення К. Муратової, тут працювали актори Марія Заньковецька, Наталія Ужвій, Г. Юра та багато інших. 
Одеська кіностудія — улюблене місце творчості багатьох відомих режисерів. На кіностудії знято понад 300 фільмів, побудовано понад 1 500 декорацій до популярних фільмів, серед яких — «В'язень замку Іф», «Місце зустрічі змінити не можна», «У пошуках капітана Гранта», «Десять негренят», «Зелений фургон», «Д'Артаньян і три мушкетери» та інші.
Монету введено в обіг 14 травня 2019 року. Вона належить до серії «Інші монети».

## Опис монети та характеристики
| Номінал грн. | Метал      | Маса, г | Діаметр, мм | Якість виготовлення       | Гурт     | Тираж, штук                                                         |
| ------------ | ---------- | ------- | ----------- | ------------------------- | -------- | ------------------------------------------------------------------- |
| 5            | нейзильбер | 16,54   | 35,0        | спеціальний анциркулейтед | рифлений | 40 000 (у тому числі 3 000 у буклетах від Укрпошти разом з марками) |

### Аверс
На аверсі монети розміщено: ліворуч — малий Державний Герб України, над яким напис «УКРАЇНА»; під гербом на матовому тлі — будівля кіностудії, праворуч від якої — вертикальний напис «П'ЯТЬ ГРИВЕНЬ»; на тлі стилізованої кінострічки напис — «20/19» (у нуль вписано логотип кіностудії, навколо якого напис — «ОДЕСЬКА КІНОСТУДІЯ»); логотип Банкнотно-монетного двору Національного банку України (унизу).

### Реверс
На реверсі монети зображено: стилізований напис року заснування кіностудії — «19/19»; ліворуч унизу на матовому тлі — дзеркальний абрис ретро-кінокамери; угорі праворуч на дзеркальному тлі — кінохлопавка (інструмент, який застосовують для синхронізації звуку та зображення під час фільмування).

## Автори

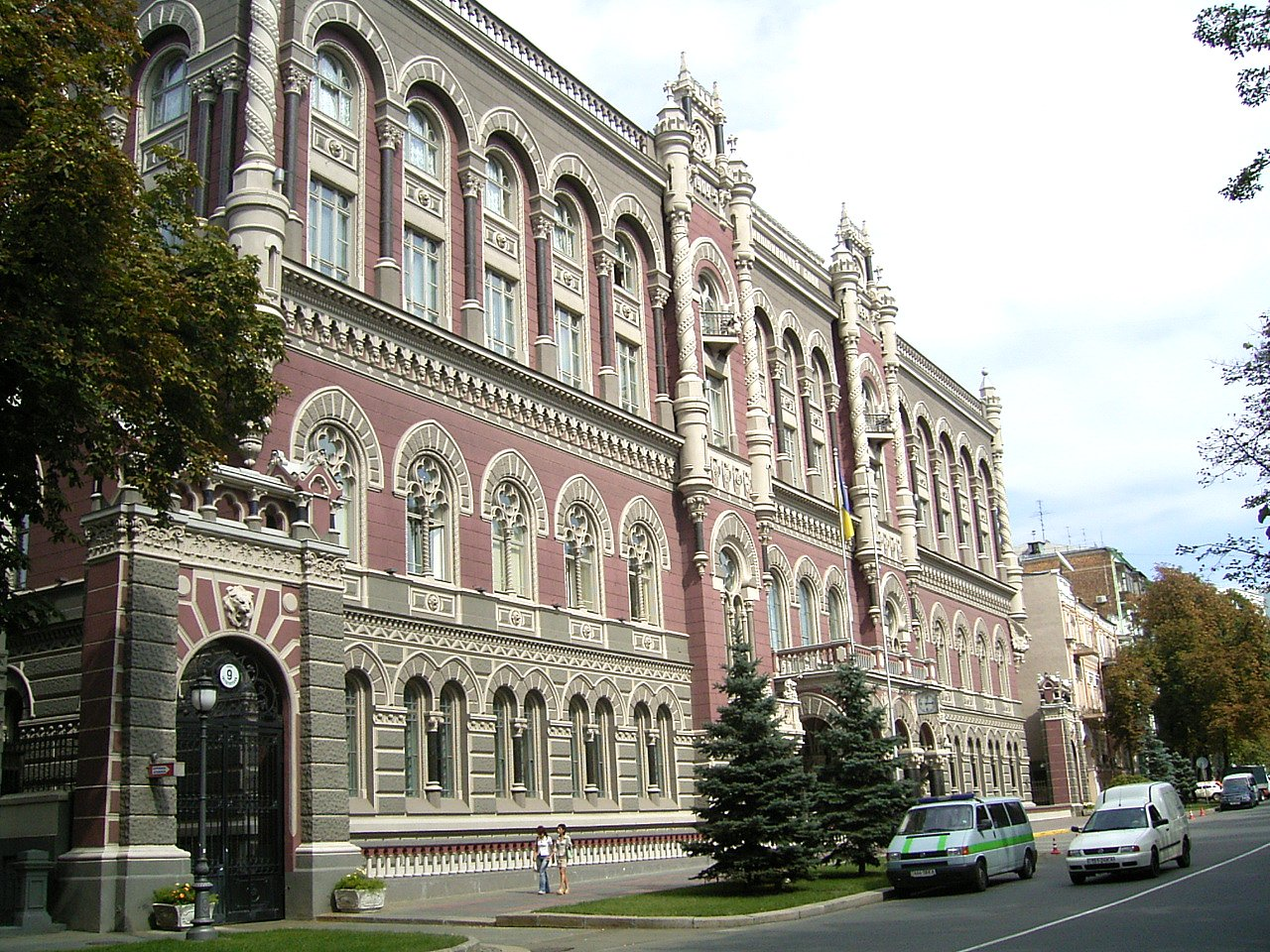
Будівля Національного банку України

- Художники: Таран Володимир, Харук Олександр, Харук Сергій.
- Скульптори: Дем'яненко Володимир, Демяненко Анатолій.

## Вартість монети
Під час введення монети в обіг 2019 року, Національний банк України реалізовував монету за ціною 51 гривня.
Фактична приблизна вартість монети, з роками змінювалася так:
| Рік        | 2020 | 2021 | 2022 | 2023 | 2024 | 2025 |
| ---------- | ---- | ---- | ---- | ---- | ---- | ---- |
| Ціна, грн. | 60   | 65   | 65   | 90   | 140  | 175  |